# 穩定小波轉換
穩定小波轉換（英語：Stationary wavelet transform，縮寫：SWT）是小波分析的一種轉換，為離散小波變換（DWT）的變形。
穩定小波轉換可以彌補離散小波轉換因為降采样而失去的平移不變性。穩定小波轉換不同於離散小波轉換的部分，主要在於經過每一階的高通濾波器和低通濾波器之後，是將濾波器升採樣，取代離散小波轉換在經過濾波器之後的縮減取樣。
穩定小波轉換是做數據和信號的分析一種很好的工具，儘管它的運算量會因為沒有縮減取樣而较離散小波轉換多一些，但其具有平移不变性，且只需將離散小波轉換在濾波器的設計上做些微的修改即可實現。

## 實現方式
下圖是穩定小波轉換的數位實現模型

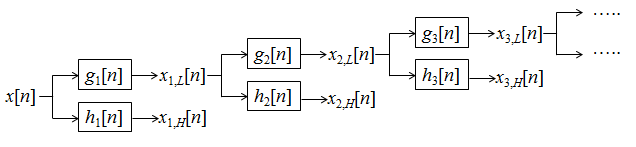
三層的穩定小波轉換濾波器的濾波器組

每一組高通濾波器和低通濾波器皆為提升取樣後的前一組高通濾波器及低通濾波器，可以下圖表示：
以數學形式來呈現穩定小波轉換濾波器提升取樣的設計概念:
令{\displaystyle Z}為一將{\displaystyle 0}加入{\displaystyle x}序列的運算，
{\displaystyle (Z_{x})_{k}}{\displaystyle =x_{k/2},}    for {\displaystyle k=2,4,6,8...}
{\displaystyle (Z_{x})_{k}}{\displaystyle =0,}    for {\displaystyle k=1,3,5,7...}

我們可以將第{\displaystyle j}階的高通濾波器{\displaystyle h_{j}[n]}表示成:

{\displaystyle h_{j}[n]=Zh_{j-1}[n]=Z^{2}h_{j-2}[n]=...=Z^{j-1}h_{1}[n]}

同樣的，我們可以將第{\displaystyle j}階的低通濾波器{\displaystyle g_{j}[n]}表示成:

{\displaystyle g_{j}[n]=Zg_{j-1}[n]=Z^{2}g_{j-2}[n]=...=Z^{j-1}g_{1}[n]}

注意經過提升取樣後，{\displaystyle g_{j}[n]}的序列長度為原來{\displaystyle g_{j-1}[n]}的兩倍。
1. 原始信號與高通濾波器做旋積分之後會得到此信號中高頻的成分。此高頻的成分為第一個高頻的輸出。
2. 原始信號與低通濾波器做旋積分後會得到信號中低頻的成分，此低頻的成分再作為下一階濾波器的輸入。

重複上述兩個步驟，即可將信號作多階的穩定小波轉換。
而經過{\displaystyle j}組的高通濾波器和低通濾波器組合之後，第{\displaystyle j}階的結果:
{\displaystyle x_{j,L[n]}=x_{j-1,L[n]}*g_{j}[n]}

{\displaystyle x_{j,H[n]}=x_{j-1,L[n]}*h_{j}[n]}

## Matlab 使用範例
下面是利用Matlab的離散小波轉換的函式，稍作調整後的一維穩定小波轉換範例:
```
[
tmpAPP
,
tmpDET
]
 
=
 

dwt
(
A
(
j
,
ε1
,
 
,
ɛ
j
),
wname
,
'mode'
,
'per'
,
'shift'
,
ɛ
j
+
1
);
 

A
(
j
+
1
,
ɛ1
,
 
,
ɛ
j
,
ɛ
j
+
1
)
 
=
 
wshift
(
'1D'
,
tmpAPP
,
ɛ
j
+
1
);

D
(
j
+
1
,
ɛ1
,
 
,
ɛ
j
,
ɛ
j
+
1
)
 
=
 
wshift
(
'1D'
,
tmpDET
,
ɛ
j
+
1
);

```

參考:MatlabWorks-Discrete Stationary Wavelet Transform (SWT) （页面存档备份，存于）

## 應用
穩定小波轉換在訊號處理上有一些應用：
- 降低信號雜訊(Signal denoising)
- 樣式辨認
- 信號抵達方向性(Direction of Arrival （页面存档备份，存于）, DOA)估計
- 信號重建(Signal regeneration)

## 同義轉換
以下的幾種轉換或演算，皆為略過離散小波轉換的縮減取樣步驟，只是隨著提出的時間而有相異的名字
- 穩定小波轉換 (Stationary Wavelet Transform)
- 冗餘小波轉換 (Redundant Wavelet Transform)
- à trous演算法 (Algorithme à trous)
- 準連續小波轉換 (Quasi-continuous wavelet transform)
- 平移不變量小波轉換 (Translation invariant wavelet transform)
- 轉移不變量小波轉換 (Shift invariant wavelet transform)
- 循環平移演算法 (Cycle spinning)
- 最大重複離散小波轉換 (Maximal overlap discrete wavelet transform, MODWT)
- 非抽樣小波轉換 (Undecimated wavelet transform, UWT)